# Katastrofa samolotu Douglas C-47 A-75-DL w pobliżu Aysén
Katastrofa samolotu Douglas C-47 A-75-DL w okoliach Aysén - miała miejsce 16 czerwca 1963 roku kiedy to samolot Douglas C-47 A-75-DL należący do Sił Zbrojnych Chile rozbił się 42 kilometry od miasta Aysén. Zginęło 19 z 20 osób obecnych na pokładzie, co czyni wypadek siódmą co do liczby ofiar katastrofą lotniczą w dziejach Chile